# Jiří Lála
Jiří Lála (Tábor, 1959. augusztus 12. –) olimpiai ezüstérmes, világbajnok cseh jégkorongozó.
1969-ben kezdett jégkorongozni a Spartak Sobeslav csapatában, majd 1974-ben a Motor České Budějovicehez igazolt. 1980 és 1982 között a Dukla Jihlavában szerepelt, majd visszaszerződött a budějovicei csapathoz. 1981-ben tagja volt a Csehszlovák válogatott keretének a Kanada Kupán és a világbajnokságon. Az 1982-es NHL-drafton a Québec Nordiques választotta ki negyedik kör 76. helyén.
A csehszlovák válogatottban 203 alkalommal szerepet és 89 gólt szerzett. Részt vett az 1981-es, 1982-es, 1983-as, 1985-ös, 1986-os világbajnokságon, az 1981-es és 1984-es Kanada-kupán, valamint az 1984-es és 1988-as téli olimpiai játékokon. Az olimpiákon egy ezüst- (1984), a világbajnokságokon egy arany- (1985), két ezüst- (1982, 1983) és egy bronzérmet (1981) szerzett.
A csehszlovák bajnokságban 510 mérkőzésen 297 gólt szerzett 1989-ig. Ezután a német első osztályban játszott kisebb kitérőkkel 1996-ig, majd egyre alacsonyabb osztályú csapatokban szerepelt. Jegyzett pályafutását 2002-ben fejezte be.